# Dolný Bar
Dolný Bar és un poble i municipi d'Eslovàquia que es troba a la regió de Trnava, a l'oest del país.

## Història
La primera menció escrita de la vila es remunta al 1245.

## Demografia
| Godina             | 1994 | 2004    | 2014   | 2024    |
| ------------------ | ---- | ------- | ------ | ------- |
| Nombre de persones | 474  | 560     | 610    | 1023    |
| Diferència         |      | +18,14% | +8,92% | +67,70% |

| Godina             | 2023 | 2024   |
| ------------------ | ---- | ------ |
| Nombre de persones | 989  | 1023   |
| Diferència         |      | +3,43% |